# Rita Breuer (Kuratorin)
Rita Breuer (* 1938) ist eine deutsche Sammlerin von Weihnachtsartikeln und Ausstellungsmacherin.
Rita Breuer ist gelernte Industriekauffrau, die seit Beendigung ihrer beruflichen Tätigkeit gemeinsam mit ihrer Tochter Judith Breuer (* 1964) verschiedene Ausstellungen mit Weihnachtsartikeln organisiert, die eine überregionale Beachtung erfuhren. Bekannt wurde Breuer vor allem durch die Ausstellung Von wegen Heilige Nacht!. Unter diesem Titel ist auch ein Buch erschienen, welches u. a. in der FAZ besprochen wurde. Breuer wohnt in Wenden (Sauerland), ist verheiratet mit Otto Breuer und hat drei Kinder.

## Ausstellungen (Auswahl)
- Trommel, Pfeiffen und Gewehr – Weihnachten in dunklen Zeiten, Ausstellung im Alten Lyzeum Olpe vom 29. November 1998 bis 10. Januar 1999
- Weihnachten in dunklen Zeiten, Ausstellung im Museum Obermünster vom 19. November 2003 bis 11. Januar 2004[2]
- Von wegen Heilige Nacht!, Ausstellung in der Akademie Biggesee in Neu-Listernohl bis 22. Januar 2006[3]
- Vom Bilderbogen zum Luxuspapier – Historische Papierkrippen, Ausstellung in der Wendener Hütte bis 2. März 2008[4]
- Von wegen Heilige Nacht!, Ausstellung im Kreismuseum Peine vom 19. November 2006 bis 21. Januar 2007[5]
- Von wegen Heilige Nacht!, Ausstellung in Cloppenburg vom 18. November 2007 bis 24. Februar 2008[6]
- Historische Papierkrippen, Ausstellung im Stadtmuseum Menden von November 2008 bis 7. Februar 2009[7]
- Von wegen Heilige Nacht!, Ausstellung im Kölner NS-Dokumentationszentrum bis 17. Januar 2010[8]
- Von wegen Heilige Nacht! Weihnachten in der politischen Propaganda, Ausstellung im Schwäbischen Volkskundemuseum Oberschönenfeld vom 28. November 2010 bis 30. Januar 2011[9]
- Weihnachtsglanz auf Tannenspitzen, Ausstellung im Schokoladenmuseum Köln vom 29. November 2012 bis 6. Januar 2013[10]
- Von wegen Heilige Nacht! Weihnachten in der politischen Propaganda, Ausstellung im Dreieich-Museum in Dreieichenhain bis 20. Januar 2013[11]
- Die Nacht der bunten Teller, Ausstellung im Schlossparkmuseum Bad Kreuznach vom 10. November 2013 bis 31. Januar 2014[12]
- Weihnachtsglanz auf Tannenspitzen, Ausstellung im Dreieich-Museum in Dreieichenhain vom 23. November 2013 bis 19. Januar 2014
- Christkind, Kaiser und Kanonen – Weihnachten im 1. Weltkrieg, Ausstellung in Bad Kreuznach vom 9. November 2014 bis 31. Januar 2015[13]